# جاكوب بي. بلير
جاكوب بي. بلير (بالإنجليزية: Jacob B. Blair)‏ هو دبلوماسي وقاضي ومحامي وسياسي أمريكي، ولد في 11 أبريل 1821 في باركرسبورغ في الولايات المتحدة، وتوفي في 12 فبراير 1901 في سولت ليك في الولايات المتحدة. حزبياً، نشط في Unconditional Union Party ‏. وقد انتخب سفير وانتخب عضو مجلس نواب الولايات المتحدة عن ولاية فرجينيا وانتخب عضو مجلس النواب الأمريكي.